# Sergardi (famiglia)
I Sergardi sono un’antica famiglia senese.

## Storia

### Origini
Originari di Montalcino, ove furono capitani e gonfalonieri, traggono il loro nome, da ser Gardo, notaio, cognomizzato successivamente in Sergardi. Furono ascritti al Monte del Popolo.

### Esponenti

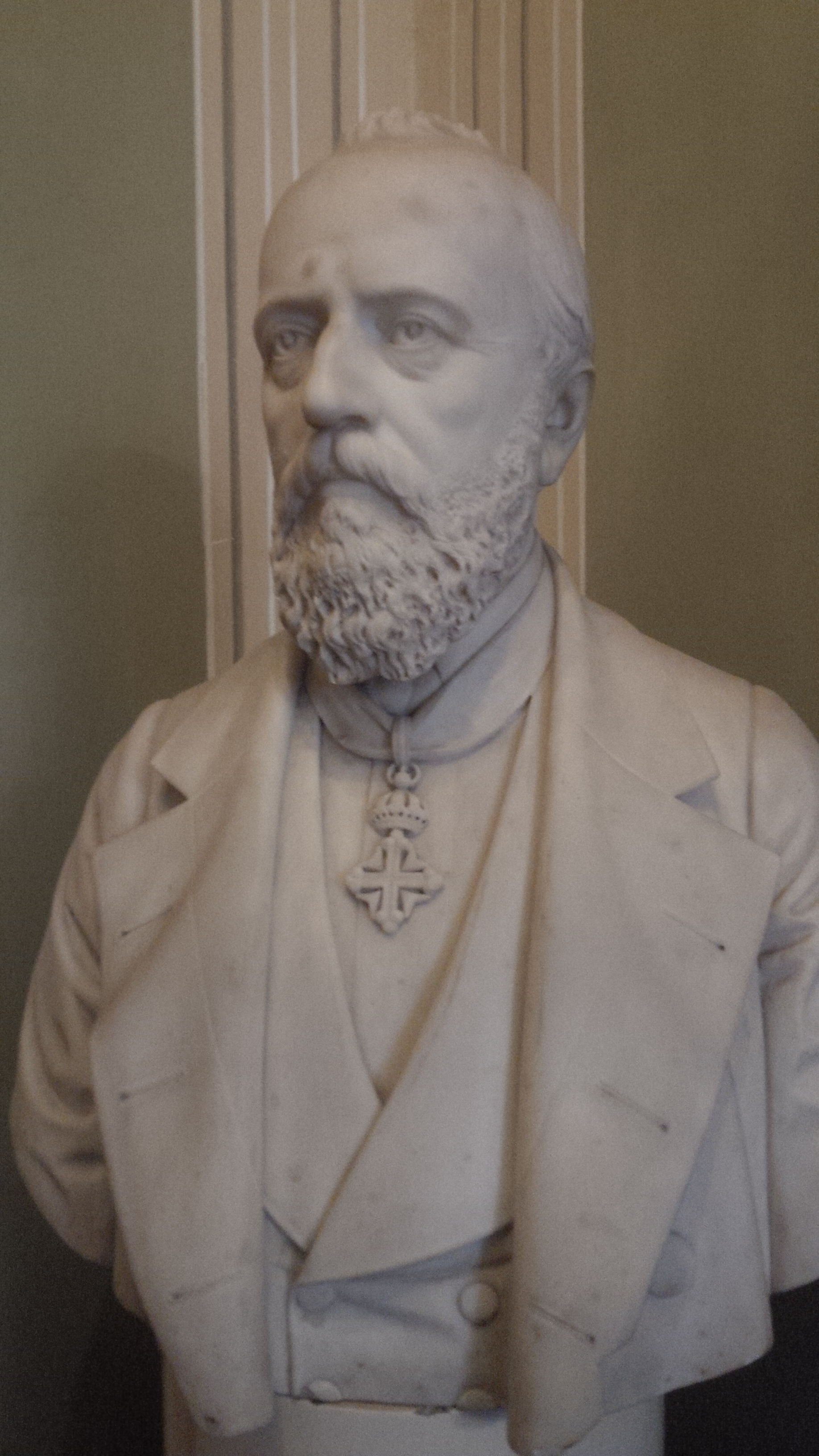
Busto del Sen. Tiberio Sergardi, Palazzo Fineschi Sergardi

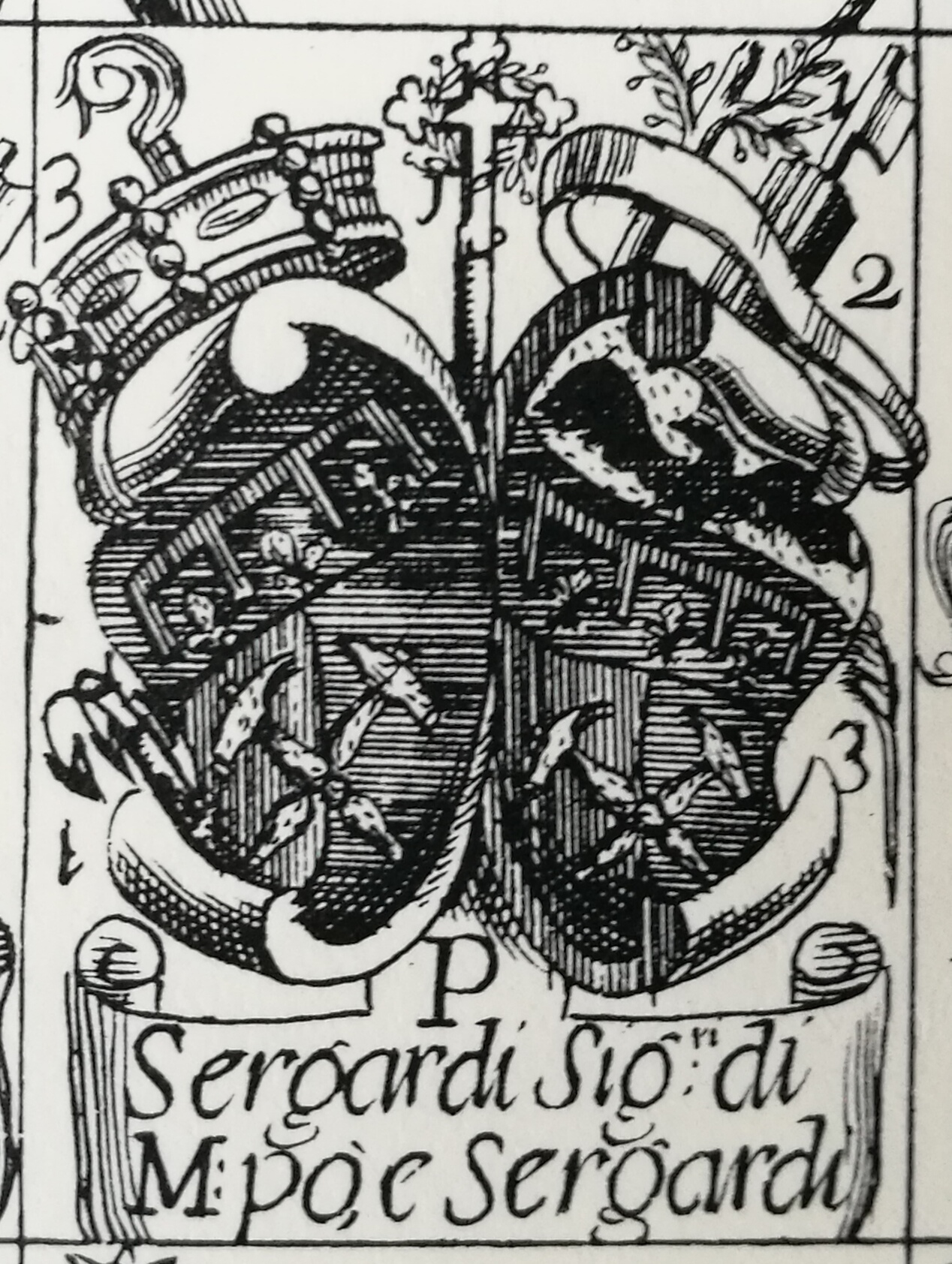
Stemmi Sergardi

Il primo a risiedere nel Concistoro, Supremo Magistrato della Repubblica di Siena, fu Giovanni di ser Gardo (quest'ultimo, connestabile in Montalcino e vicario in più luoghi della repubblica) nel 1463.
Niccolò di Giovanni di ser Gardo, fu depositario di Biccherna nel 1494, console di Mercanzia nel 1496, e dei Regolatori nel 1497.
Mons. Filippo di Giovanni Sergardi, fu Abate di Strigonia in Ungheria (1494), Arcivescovo di Corinto. Fu inviato da Papa Alessandro VI come ambasciatore a Massimiliano I Imperatore.
Dai fratelli Giov. Francesco, Lodovico, Filippo, Francesco, Andrea, Achille, Leonardo e Girolamo, figli di Niccolò di Giovanni di ser Gardo, si creò una prima grande divisione dei rami della famiglia.
Mons. Filippo di Niccolò di Giovanni Sergardi, fu Protonotario apostolico, Prefetto del Fisco Pontificio con Leone X, Segretario de Brevi, Decano di Camera Apostolica. Commissionò a Raffaello La bella giardiniera, realizzata nel 1507, venduta poi a Francesco I di Francia, oggi al Louvre. Si fece costruire un Casino di caccia alla Garbatella, ampliato nei primi anni '20 del XX secolo, dall'architetto Innocenzo Sabbatini, per ospitare un asilo di infanzia, oggi noto come la Scoletta.
Achille di Niccolò di Giovanni, fu Capitano del Popolo .
Fr. Leonardo di Niccolò di Giovanni, fu Cavaliere di Rodi.
Girolamo di Niccolò di Giovanni, fu Capitano del Popolo, ambasciatore della Repubblica al Re di Francia e al Papa.
Nel XVI secolo, Carlo V, Sacro Romano Imperatore conferì il titolo di Conte palatino e Cavaliere Aurato a Niccolò di Achille (capitano del popolo) di Niccolò, che fu Ambasciatore della Repubblica, con insieme la concessione araldica del capo d’Impero. Niccolò risedé nel Concistoro nel 1525. Suo figlio Mons. Achille, sarà governatore di Ancona, Fano e Fermo e vescovo di Massa Marittima. Il bisnipote Achille, sarà Ammiraglio comandante la flotta dell’Ordine di Santo Stefano, Balì dello stesso Ordine e fratello di Alessandro (1596 - 1649), vescovo di Montalcino.
Mons. Lodovico Sergardi (1660 - 1726), figlio di Curzio ed Olimpia Biringucci , noto con lo pseudonimo di Quinto Settano, fu poeta famoso per le proprie satire. Il padre Curzio, figlio di Filippo Sergardi, fu tra i fondatori del Circolo degli Uniti di Siena, il 13 Novembre 1657, il Circolo per Gentiluomini più antico del mondo.
Nel 1697 Lodovico di Curzio era avvocato Concistoriale.
Mons. Lattanzio Sergardi fu Cameriere d'Onore in abito paonazzo (1745), di S.S. Papa Benedetto XIV. Fu Abate commendatario dell'Abbazia Ardenga nel 1748.
Orazio, noto giureconsulto, insegnò negli Studi di Siena e Macerata ed ebbe la cattedra Vespertina di Salerno.
Claudio di Fabio Sergardi, morì a Firenze il 12 Gennaio 1836 e fu sepolto nella Basilica di San Lorenzo. Fu Senatore e Sopraintendente generale al dipartimento delle RR. Possessioni e Direttore delle Regie Bandite e Foreste del Granducato. Fu Ciamberlano dell'I. e R. Corte Toscana, Cavaliere dell'Ordine di Santo Stefano P. & M. e Cavaliere di Gran Croce dell'Ordine di San Giuseppe.
Da Filippo del Conte Niccolò Sergardi, si arriverà nel XIX secolo a Tiberio (1816 - 1886), patriota italiano, senatore del Regno d’Italia. Sua figlia Maria Lavinia, ultima del proprio ramo, andrà in sposa al nobile Adolfo Fineschi, tenente generale del R.E. (da cui i discendenti Fineschi Sergardi).

### Ramo Sergardi Bindi
Da Federigo del conte Niccolò Sergardi, si giungerà ad Ottavio che verrà adottato da Gerolamo Bindi, ultimo della sua nobile stirpe. Questi, sposato alla metà del secolo XVI con Calidonia Sergardi, non avendo eredi, decise di adottare il fratello di lei, creando la linea dei Sergardi Bindi.
Giovanni Bindi Sergardi, nato a Siena il 13 Marzo 1772, fu Vescovo di Montalcino, il 20 Dicembre 1824.

### Ramo Sergardi Biringucci

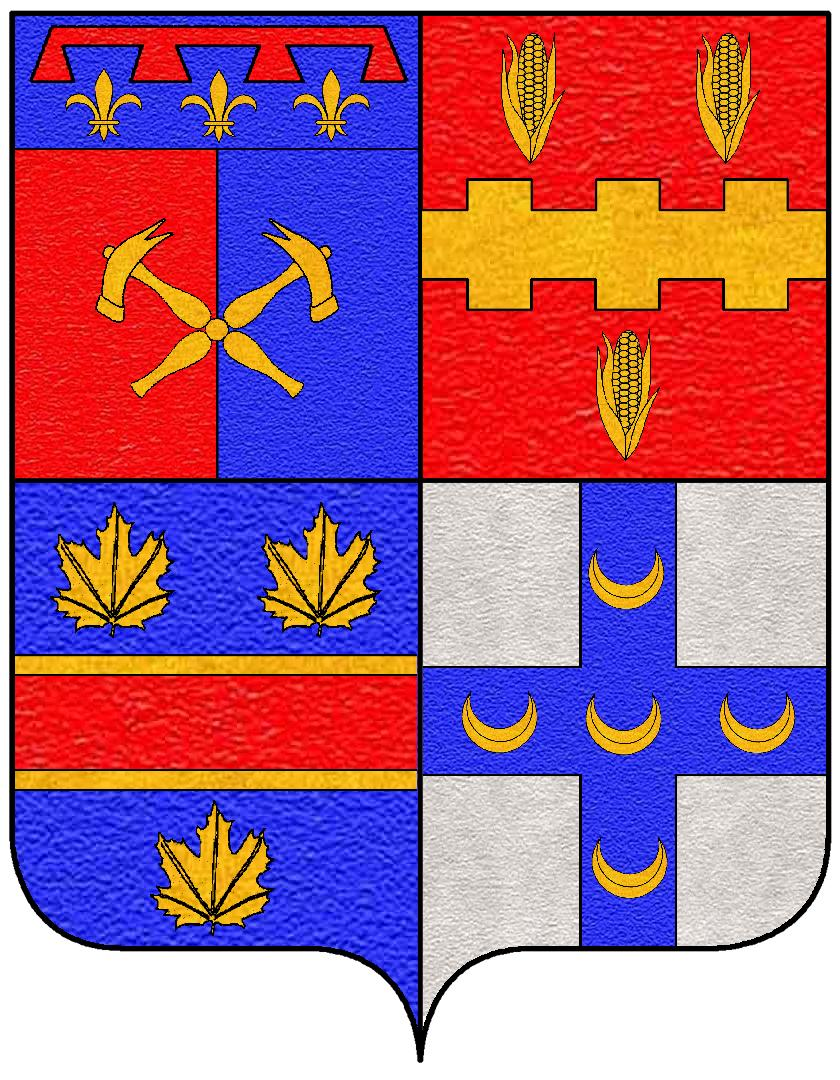
Stemma Sergardi Biringucci

Questo ramo discende da Giovan Francesco di Niccolò di Giovanni di ser Gardo.
Nel 1727 con la morte di Marcello Biringucci, venendosi ad estinguere la sua famiglia, Fabio Sergardi, ne raccolse l'eredità, assumendone il cognome, creando la linea Sergardi Biringucci. A questa linea genealogica, appartiene il Sen. Claudio di Fabio Sergardi ed il di lui fratello Lattanzio, Tenente Generale al servizio del Re Ferdinando I delle Due Sicilie, a Napoli.  Re Umberto I, riconoscendo la signoria della famiglia sul Castello di Montepò in Maremma, sin dal XV secolo, insignì questo ramo del titolo di Barone.
Il Barone Fabio Sergardi Biringucci, fu Capitano vittorioso per la Contrada Sovrana dell'Istrice, nel 1935 e 1961.

### Ramo di Napoli
Nel secolo XVIII, Lattanzio di Fabio Sergardi (1758 - 1844), andò a Napoli per servire militarmente la real casa di Borbone e, ufficiale di Cavalleria, raggiunse il grado di Tenente generale, decorato della gran croce dell’Ordine di San Giorgio della Riunione. Da Maresciallo di Campo, fu comandante della piazza di Napoli (1817) e Governatore di Siracusa. Il figlio Fabio (n. 1806 a Napoli), ufficiale di Cavalleria, generale di brigata, comandò due reggimenti di Lancieri sul Volturno. Venne decorato personalmente da Re Francesco II con la croce dell'Ordine di San Ferdinando (subì successivamente un processo, per appoggio al Brigantaggio ed attività sovversive, contro il neo Regno d'Italia). Il nipote Giorgio (n. 1839 a Napoli), Alfiere, fu decorato della croce dell’Ordine di San Giorgio, perché, spiegò la più lodevole operosità e perizia, disprezzando ogni pericolo, presente all'assedio di Gaeta del 1860.

### Nobiltà
Con l’avvento della dinastia lorenese, succeduta a quella medicea e la legge del 31 luglio 1750, i Sergardi furono riconosciuti (1753) nel titolo di Patrizi di Siena. Tale legge veniva a codificare la Nobiltà, che i nuovi amministratori lorenesi, trovarono in Toscana in uno stato non ordinato e sicuramente troppo liberale, rispetto ai canoni delle monarchie del nord Europa. D'altra parte, la maggior parte delle famiglie nobili toscane, era di nobiltà civica, non feudale, ovvero era tale per aver avuto accesso nei secoli (attraverso le borse), alle magistrature civiche. Il conte di Richecourt da Firenze, al Granduca Francesco Stefano di Lorena, scriveva: il y ait rien precisement qui aujourd'huy distingue le noble du citadin, ce qui est excellent dans une republique et ruisible dans une monarchie . Con la nuova legge, il sistema fu irrigidito, la Nobiltà venne resa distante dal resto della società e reso maggiormente difficile l'ingresso, in quanto dipendente da motu proprio del sovrano.
La famiglia è stata ricevuta nei secoli, con più esponenti, nell'Ordine di Santo Stefano e nell'Ordine di Malta.